# St. John’s Co-Cathedral

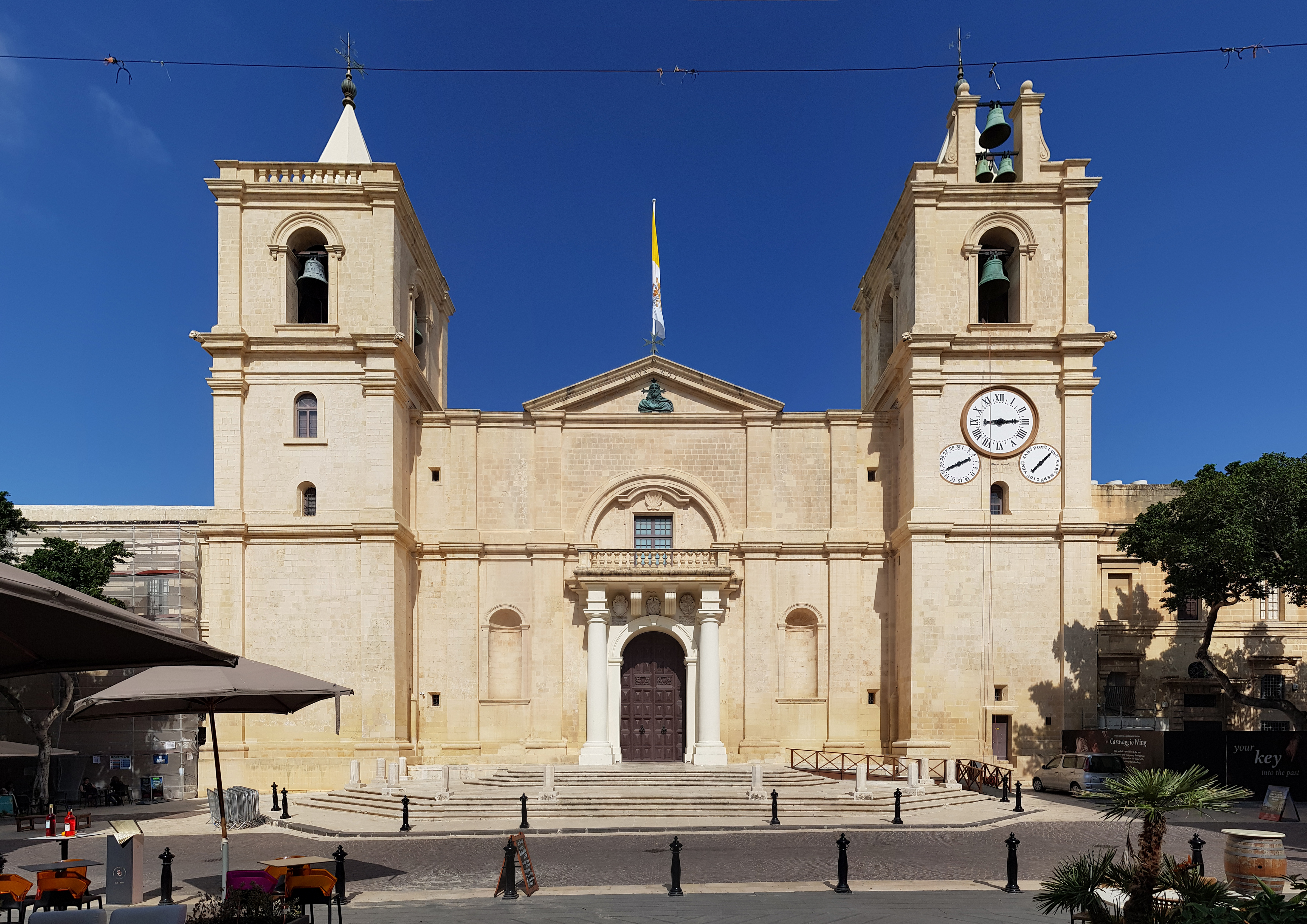
St. John’s Co-Cathedral, Westfassade

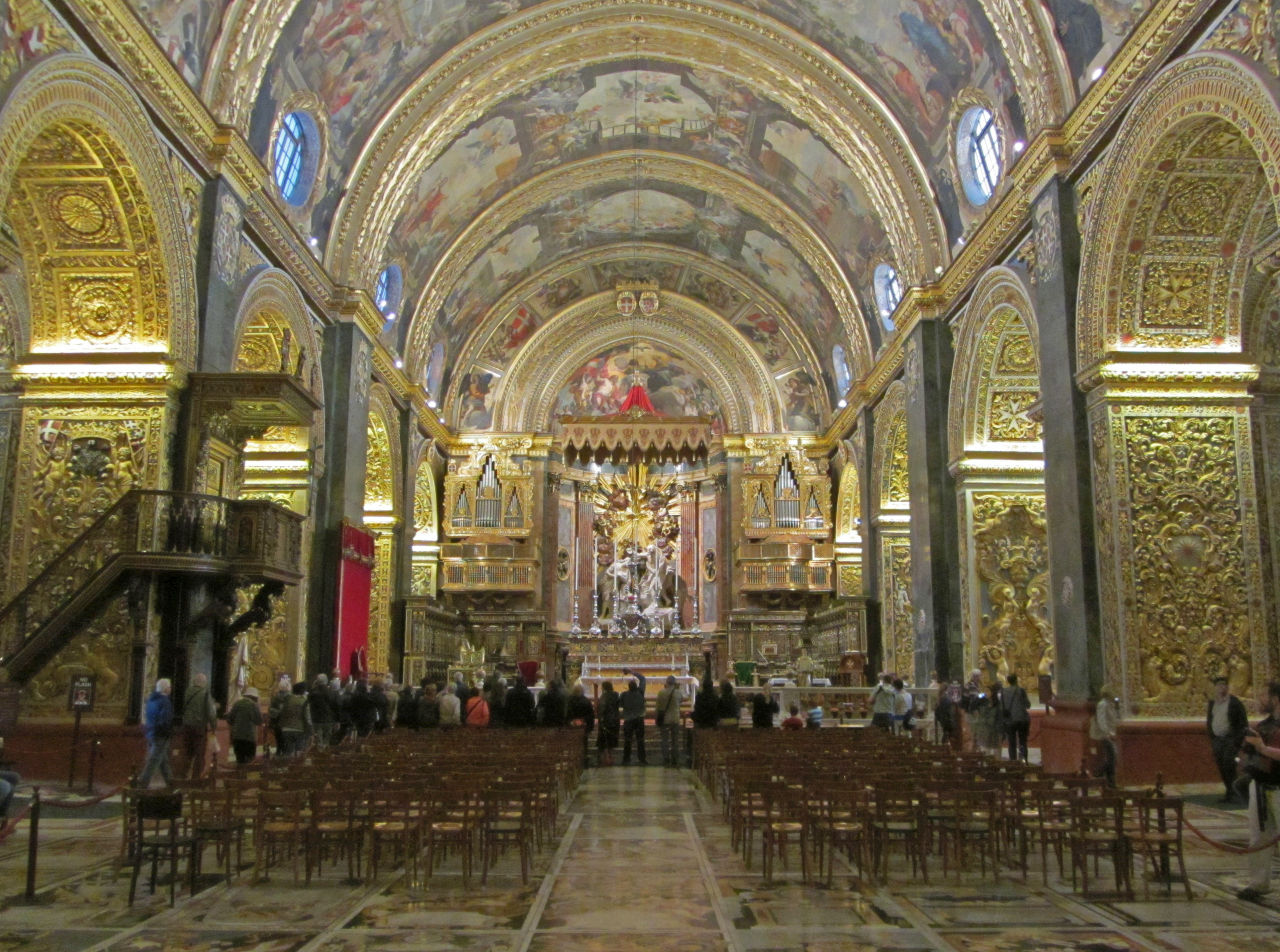
Innenansicht

Die St. John’s Co-Cathedral (maltesisch Kon-Katidral ta’ San Ġwann) ist die Konkathedrale des römisch-katholischen Erzbistums Malta in Valletta. Sie wird als Ko-Kathedrale bezeichnet, da sie als zweiter Sitz des Erzbischofs von Malta neben der Kathedrale St. Paul in Mdina dient.

## Geschichte
Die Kirche wurde zwischen 1573 und 1578 von den Maltesern errichtet, in Auftrag gegeben von Großmeister Jean de la Cassière als repräsentative Klosterkirche an der Ordenszentrale. Entworfen wurde sie vom maltesischen Militärarchitekten Gerolamo Cassar, der auch viele andere Gebäude in Valletta konzipiert hat. Während der Bau nur vier Jahre dauerte, benötigte die vollständige Ausstattung des Innenraums über 100 Jahre. 1820 erhob Papst Pius VII. die Kirche zur Ko-Kathedrale, um ihre Bedeutung für Land und Stadt auch nach der Vertreibung der Malteserritter durch Napoleon im Jahre 1798 zu unterstreichen; der eigentliche Bischofssitz befindet sich in Mdina. Sie steht unter dem Patrozinium von Johannes dem Täufer, Schutzpatron des Malteserordens.
Seit den 2010er Jahren wird das Äußere umfassend saniert.

## Fassade

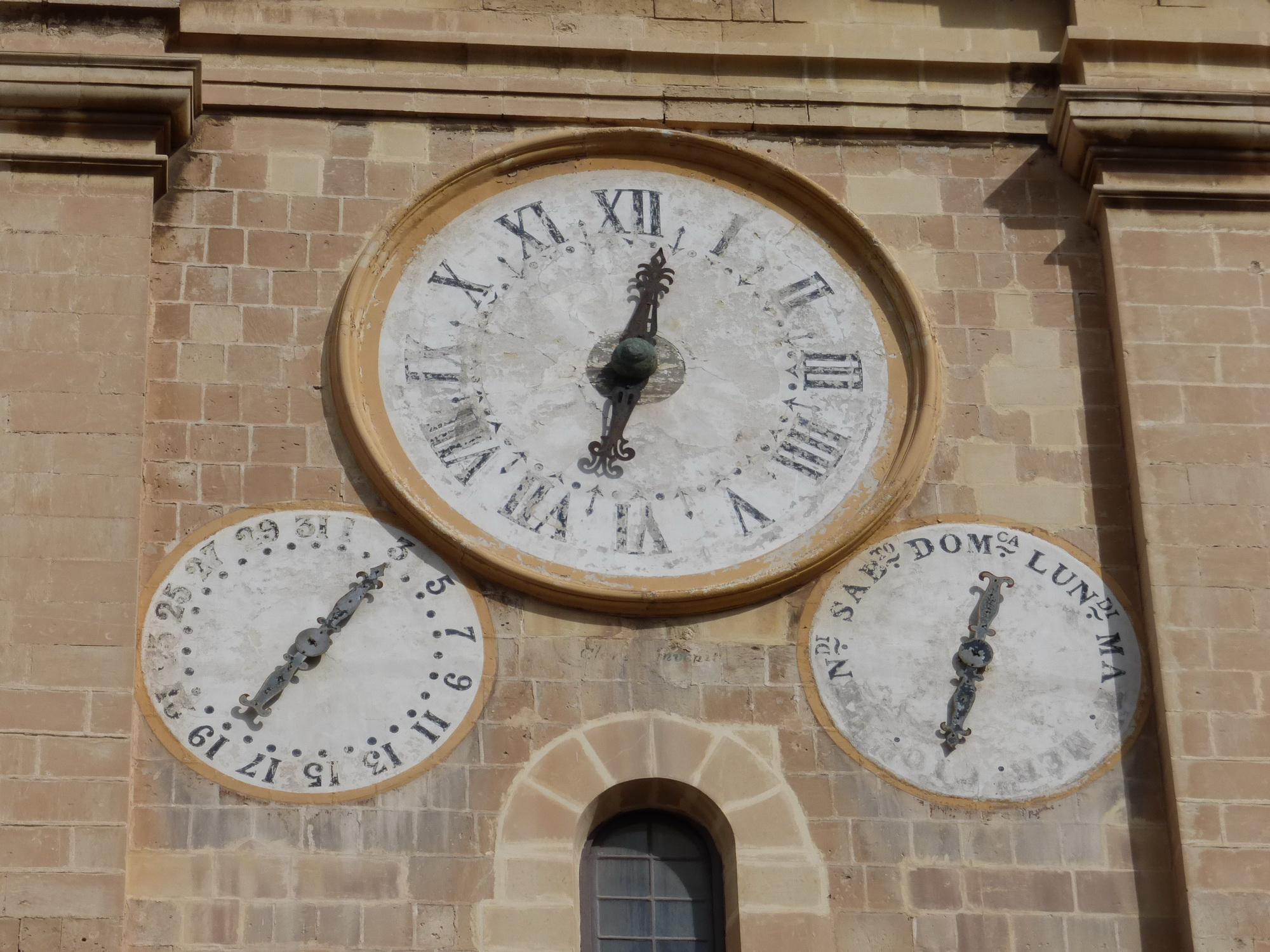
Zifferblätter der Uhr am Südturm

Das strenge und eher schlichte Äußere der Kirche steht in starkem Kontrast zum prunkvollen Inneren. Der Architekt Girolamo Cassar entwarf die Fassade im Stil des Manierismus. Das Portal stellt dagegen einen Bruch mit dem Manierismus dar, es wird von dorischen Säulen eingefasst. Darauf stützt sich ein offener Balkon, von dem die Gottesdienste stattfinden können. Als Baumaterial diente der einheimische Kalkstein.
Die Westfassade wird von zwei Glockentürmen flankiert (ein zweitürmiges Gotteshaus war das Privileg eines Bischofs). Am Südturm befindet sich eine Uhr mit drei Zifferblättern, von denen das eine die Uhrzeit anzeigt (jedoch ohne Minutenzeiger), eines das Datum (nur den Tag, nicht den Monat) und eines den Wochentag.

## Innenraum

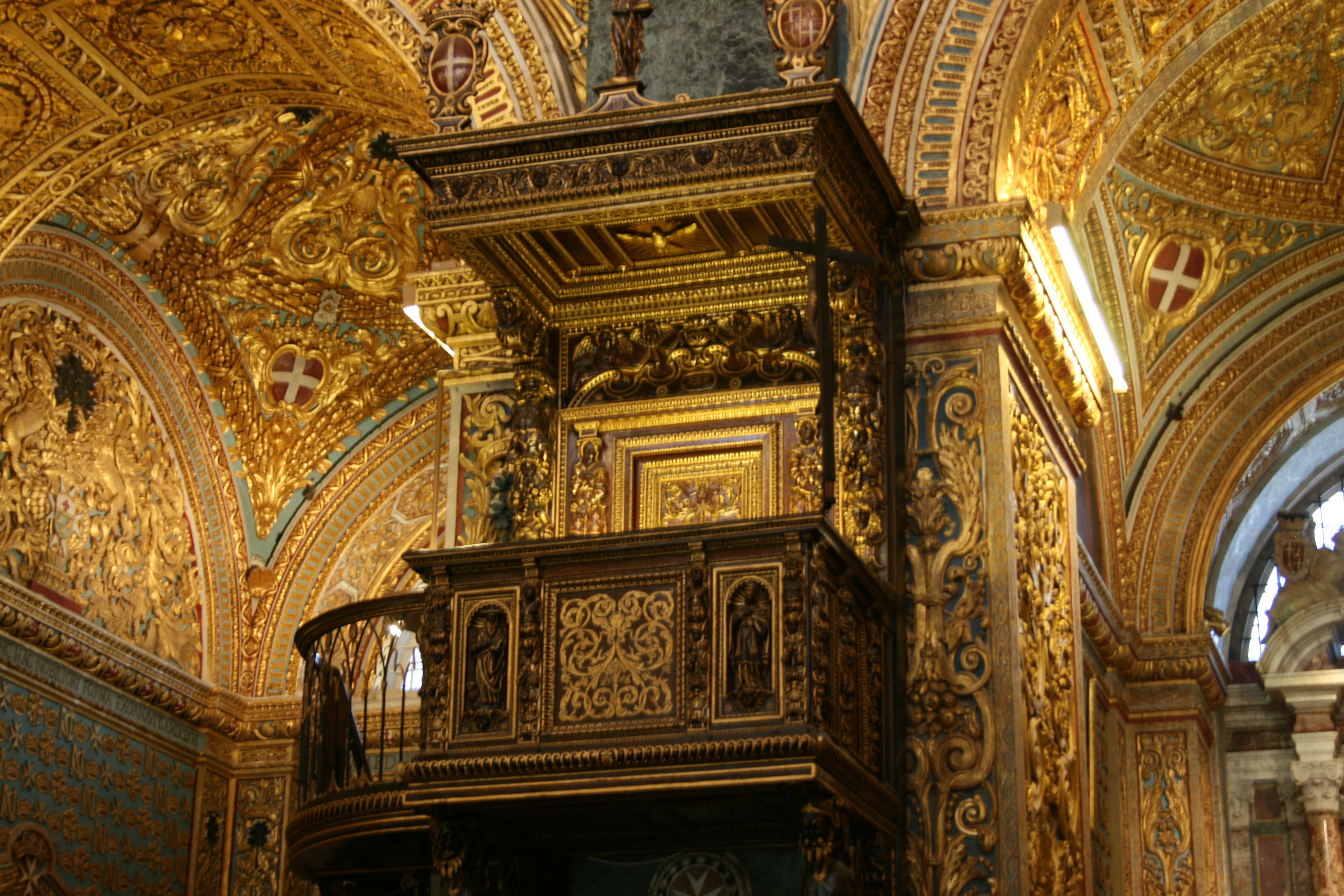
Kanzel der St. John’s Co-Cathedral

Das Innere aus der Zeit des Hochbarock ist sehr kunstvoll und reich dekoriert. Die Ausstattung erfolgte nach Plänen und unter Leitung des kalabrischen Künstlers und Malteserritters Mattia Preti. Er schuf die kompliziert geschnitzten Steinwände und bemalte die Gewölbe und Seitenaltäre mit Szenen aus dem Leben des Heiligen Johannes. Bemerkenswert ist, dass die Schnitzereien an Ort und Stelle geschaffen wurden und nicht wie üblich unabhängig voneinander geschnitzt und dann an den Wänden angebracht wurden (z. B. Stuck).
Nahe dem Eingang findet sich das Grabmonument des Großmeisters Marc’Antonio Zondadari von Siena. Er war der Neffe von Papst Alexander VII.
Das Hauptschiff ist 53 Meter lang und mit Seitenkapellen 15 Meter breit. Die meisten Wände sind mit Wandteppichen behangen.

### Kapellen
Anstelle von Seitenschiffen finden sich an den Seiten acht reich verzierte Kapellen, die jeweils einer Zunge des Johanniterordens zugeordnet und ihren Schutzheiligen geweiht waren.
Linke Seite
- In der anglo-bayerischen Kapelle, früher Reliquienkapelle, wurden Reliquien der Ritter aus mehreren Jahrhunderten gesammelt.
- Die Kapelle der Provence ist dem Hl. Michael gewidmet.
- Die französische Kapelle zeigt die Bekehrung des Apostels Paulus. Sie wurde im 19. Jahrhundert umgebaut. Hier befinden sich die Grabdenkmäler der Großmeister Fra Adrien de Wignacourt und Fra Emmanuel de Rohan-Polduc.
- Die italienische Kapelle ist der Schutzpatronin Italiens gewidmet: Katharina von Siena.
- Die deutsche Kapelle ist der Erscheinung des Herrn und den Heiligen Drei Königen geweiht, deren Reliquien im Kölner Dom verehrt werden. Das Gemälde schuf der maltesische Maler Stefano Erardi.

Rechte Seite
- Die Kapelle des heiligen Sakraments, früher Kapelle Unserer lieben Frau zu Filermos, besitzt das Bildnis Unserer lieben Frau zu Carafa, das eine Kopie der Lieben Frau zu Lanciano ist. Unter der Kapelle liegen die verbrannten Körper von Fra Gian Francesco Abela und Fra Flaminio Balbiano.
- Die Kapelle der Auvergne ist dem Hl. Sebastian gewidmet. Hier befindet sich das Grabmal von Fra Annet de Clermont-Gessant.
- Die Kapelle von Aragonien ist dem Hl. Georg geweiht. Das Bildnis wurde von Mattia Oreti geschaffen und zählt zu seinen Meisterwerken. In der Kapelle befinden sich die Gräber der Großmeister Fra Martin de Redin, Fra Raphael Cotoner, Fra Nicolas Cotoner und Fra Ramon Perellos y Roccaful.
- Die Kapelle von Kastilien, León und Portugal ist Jakobus dem Älteren (Sant’ Iago) gewidmet. Die Grabmäler dieser Kapelle sind die von Fra Antonio Manoel de Vilhena und Fra Manuel Pinto de Fonseca.

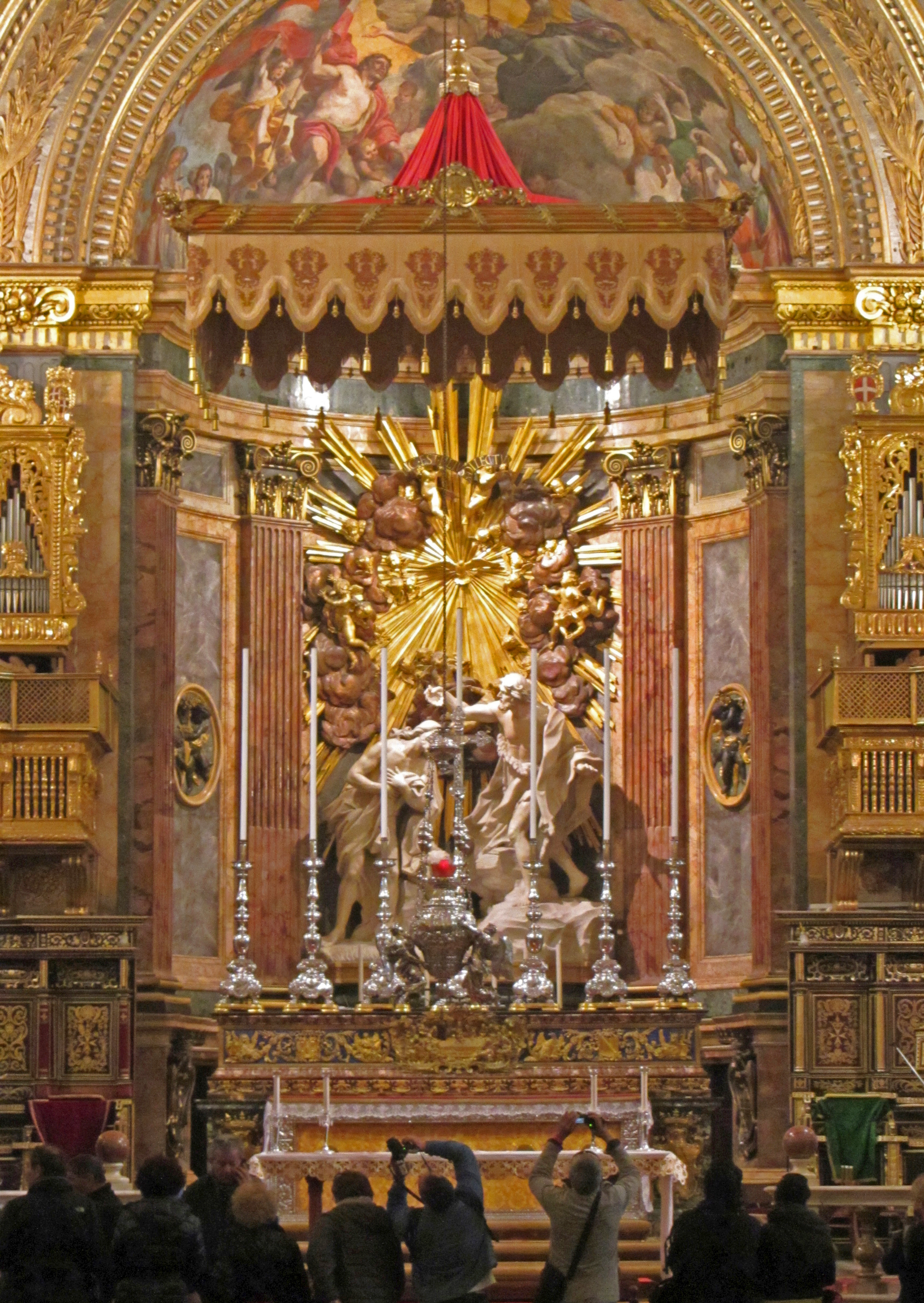
Hauptaltar
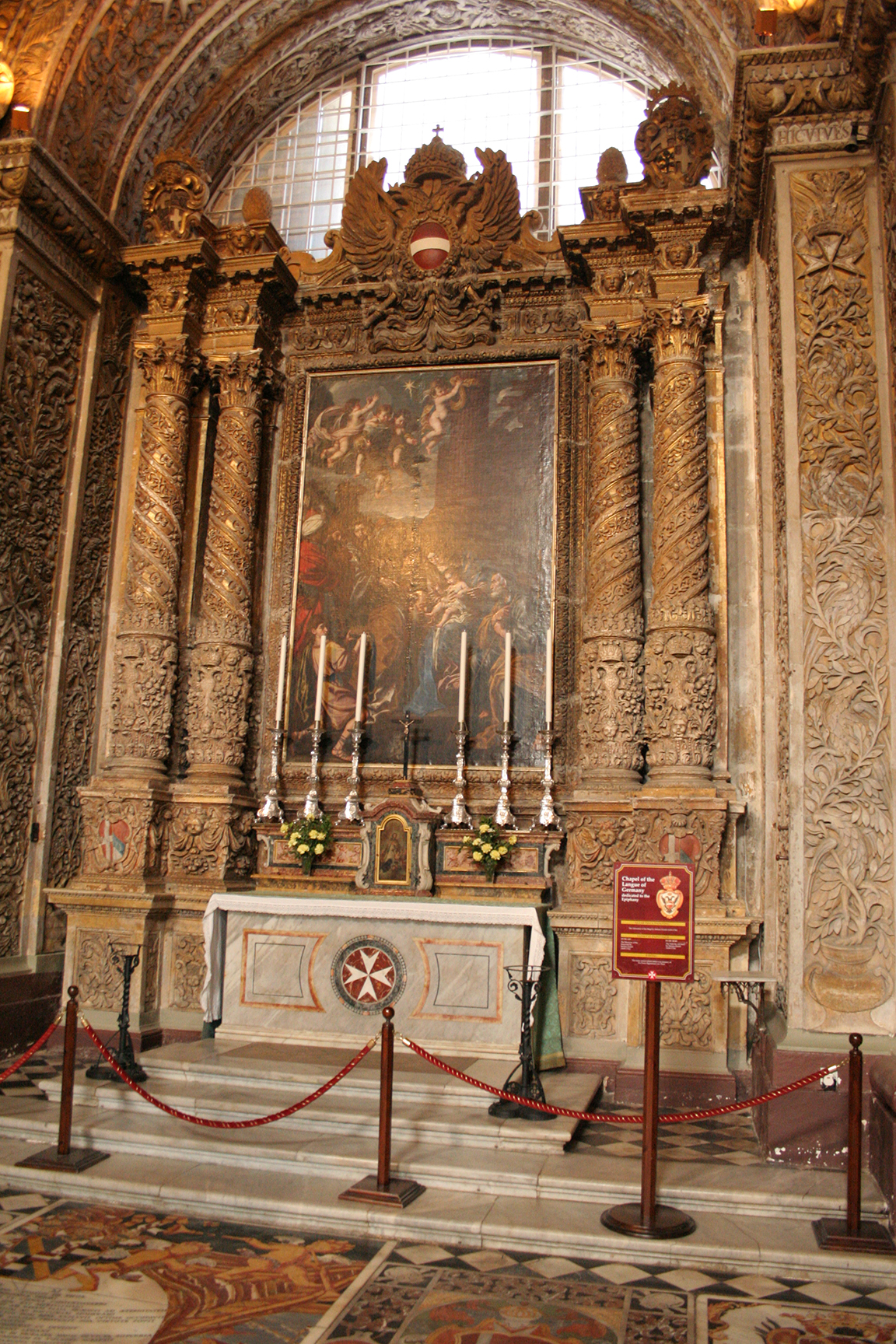
Seitenaltar
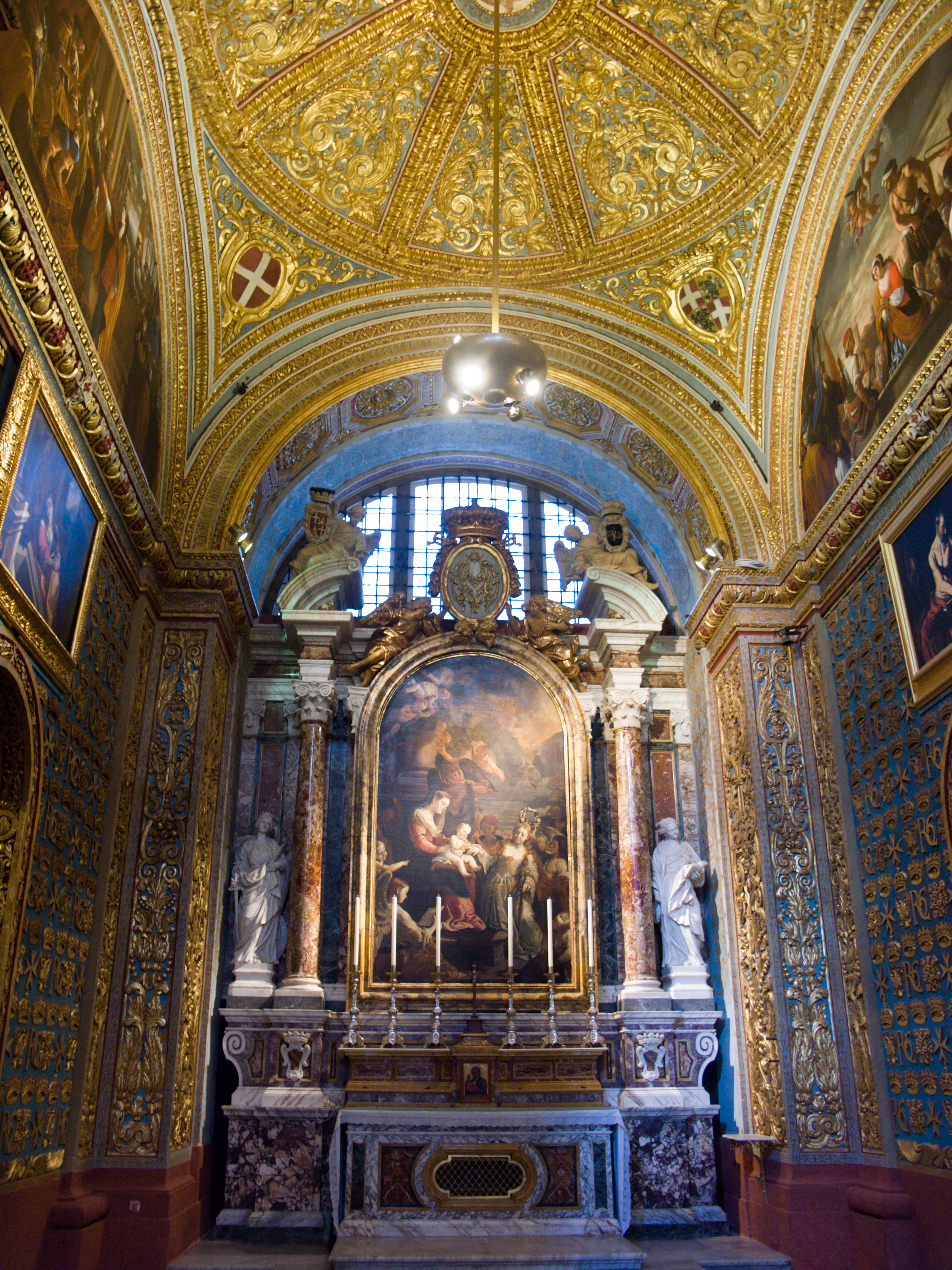
Kapelle von Italien
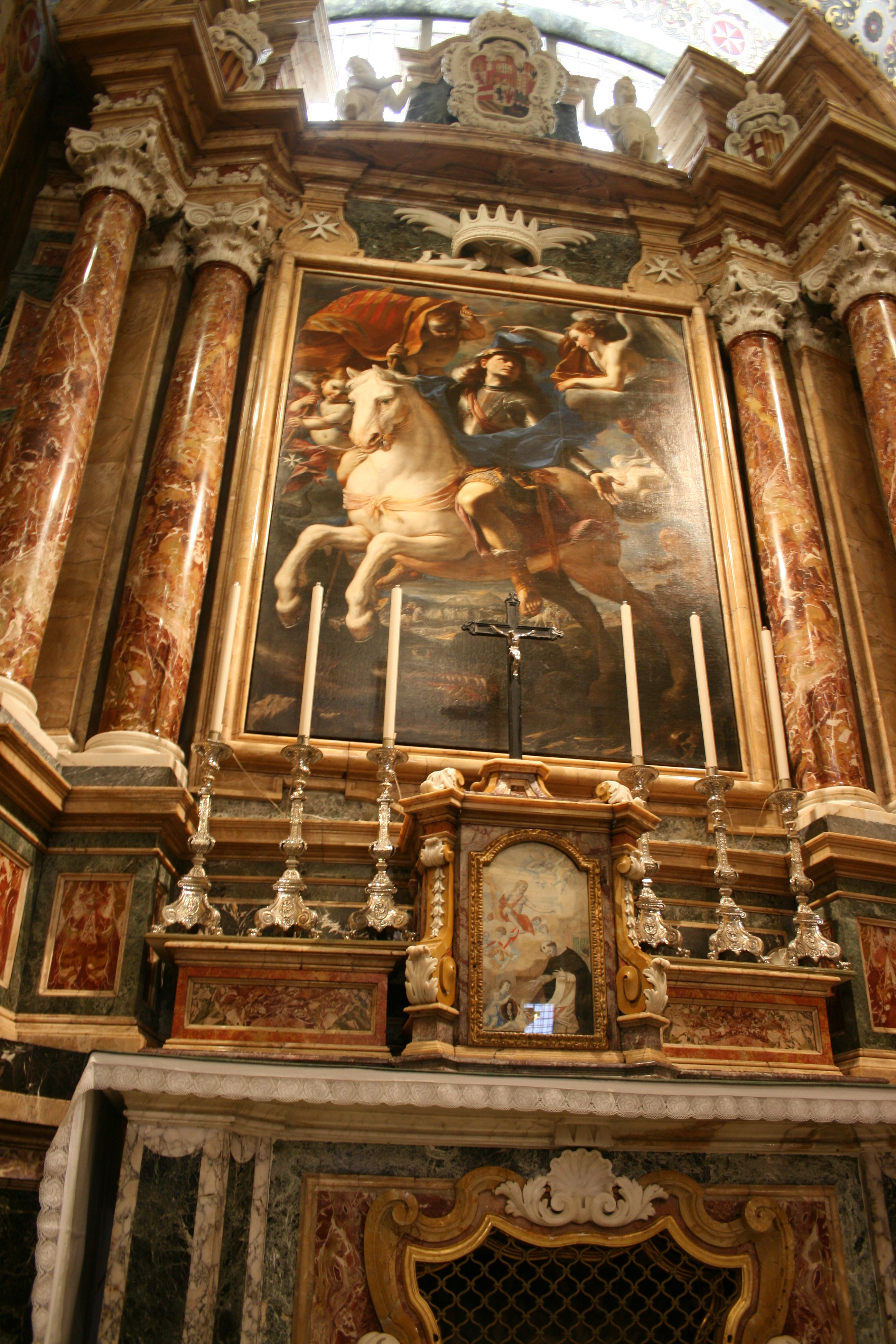
Kapelle von Aragonien
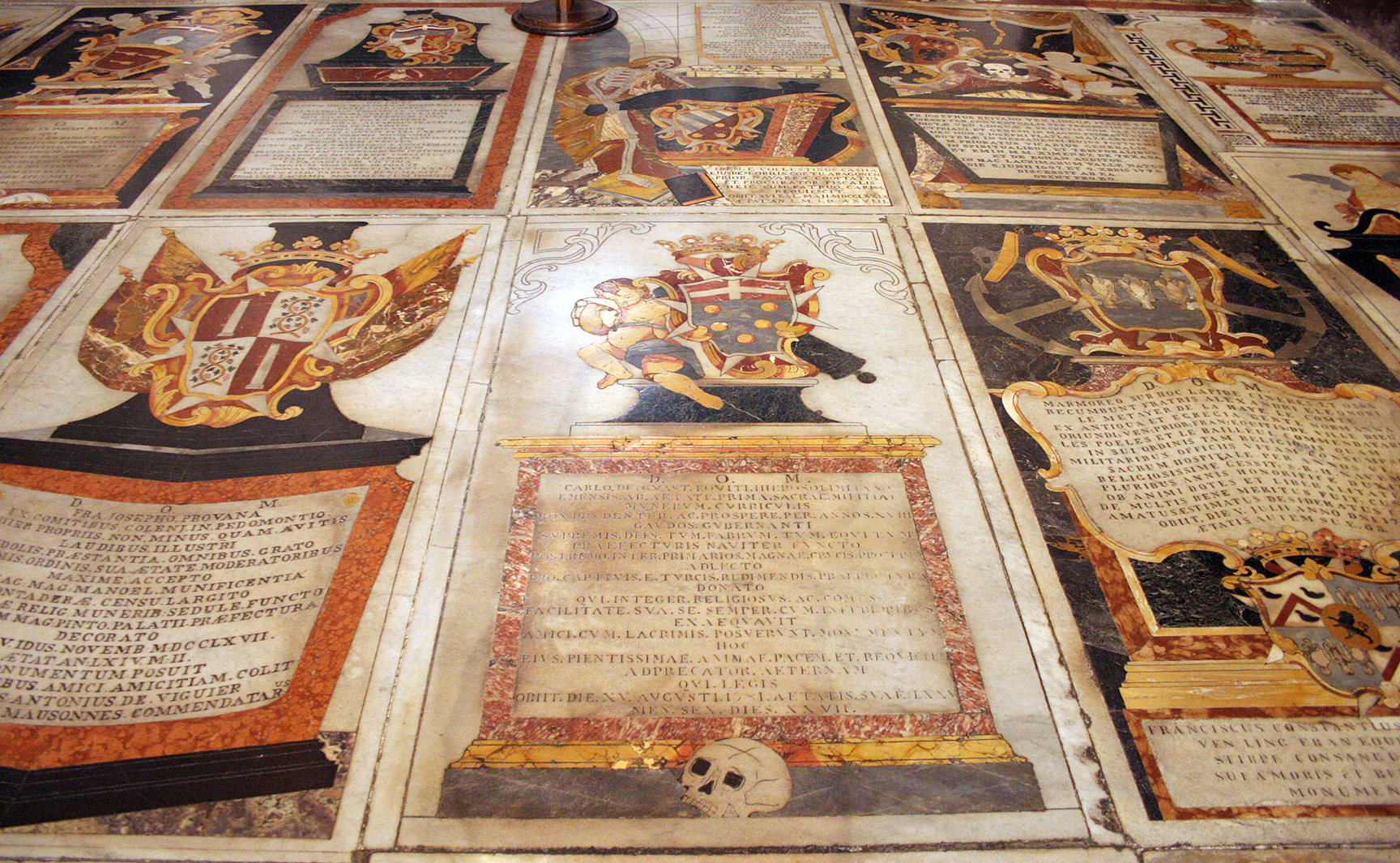
Gräber

### Kunstwerke

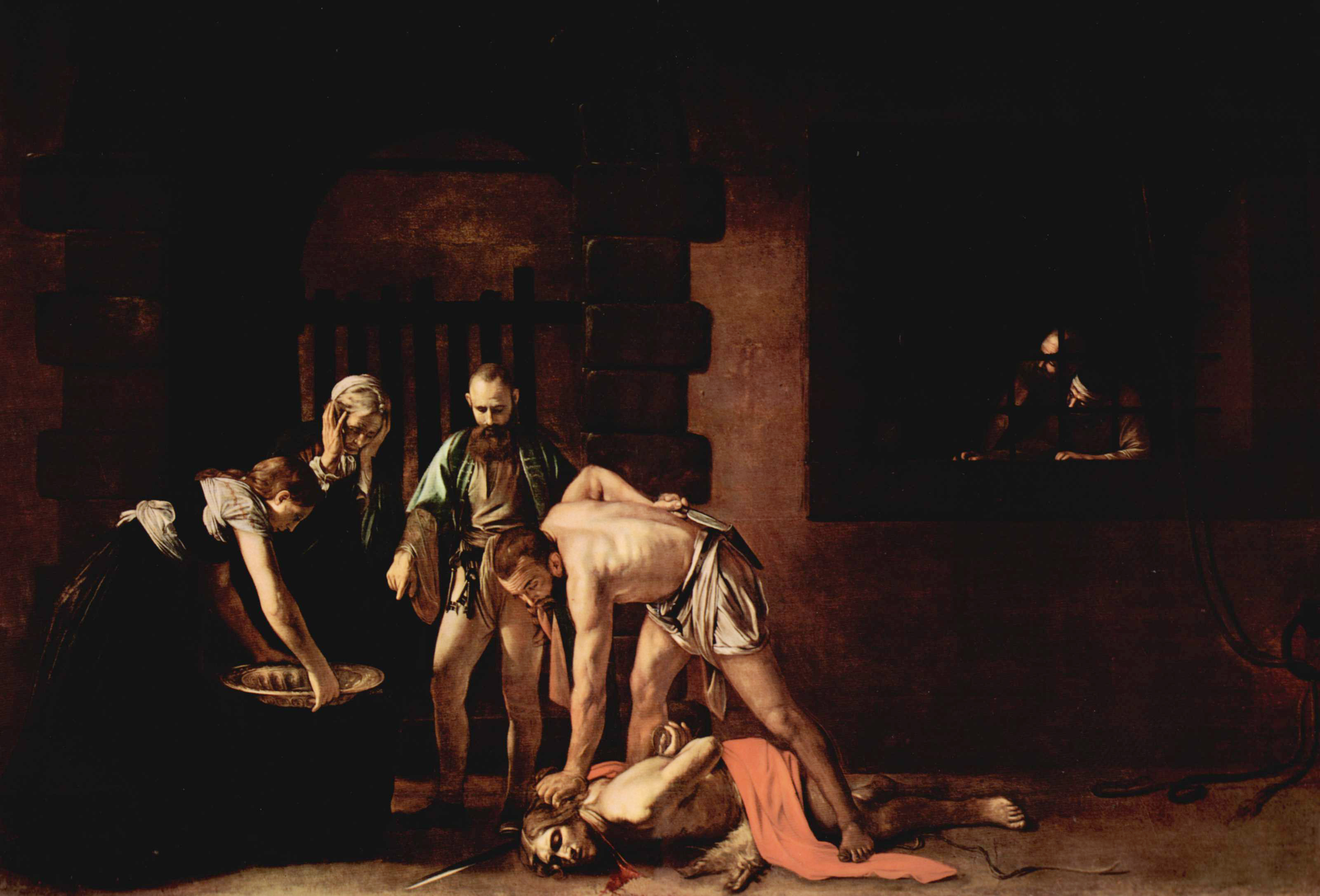
Enthauptung Johannes des Täufers

Eines der bedeutendsten Werke der Kirche ist Die Enthauptung Johannes des Täufers (1608) von Caravaggio (1571–1610). Es zählt zu den Meisterwerken des Künstlers und ist neben dem Medusenhaupt von 1596 das einzige signierte Gemälde des Meisters. Beide Signaturen sind in das Blut der Enthaupteten integriert. Ende der 1990er Jahre wurde das Gemälde in Florenz restauriert.
Ein weiteres Kunstwerk der Kathedrale ist die Sammlung der Marmorgrabsteine in der Mitte des Hauptschiffs, in dem viele bedeutende Ritter begraben wurden. Die wichtigsten Ritter liegen nahe dem Eingang begraben. Die Grabsteine sind mit den jeweiligen Wappen der Ritter, Skeletten und Totenschädeln sowie Siegesgeschichten aus ihren Schlachten verziert. 375 Grabplatten wurden im Boden versenkt. Die Gräber der Großmeister befinden sich überwiegend in der Krypta. Ihre Sarkophage zählen zu den „vollkommensten Kunstwerken des Hochbarock“.
Weitere Kunstwerke befinden sich im angrenzenden Kathedralmuseum. Hier ausgestellt werden Gewänder, Wandteppiche des Großmeisters Ramon Perello y Roccaful, Gemälde der Großmeister Jean de la Cassiere, Nicola Cotoner und Manuel Pinto de Fonseca sowie das Gemälde St. Georg tötet den Drachen von Francesco Potenzano.

### Orgel

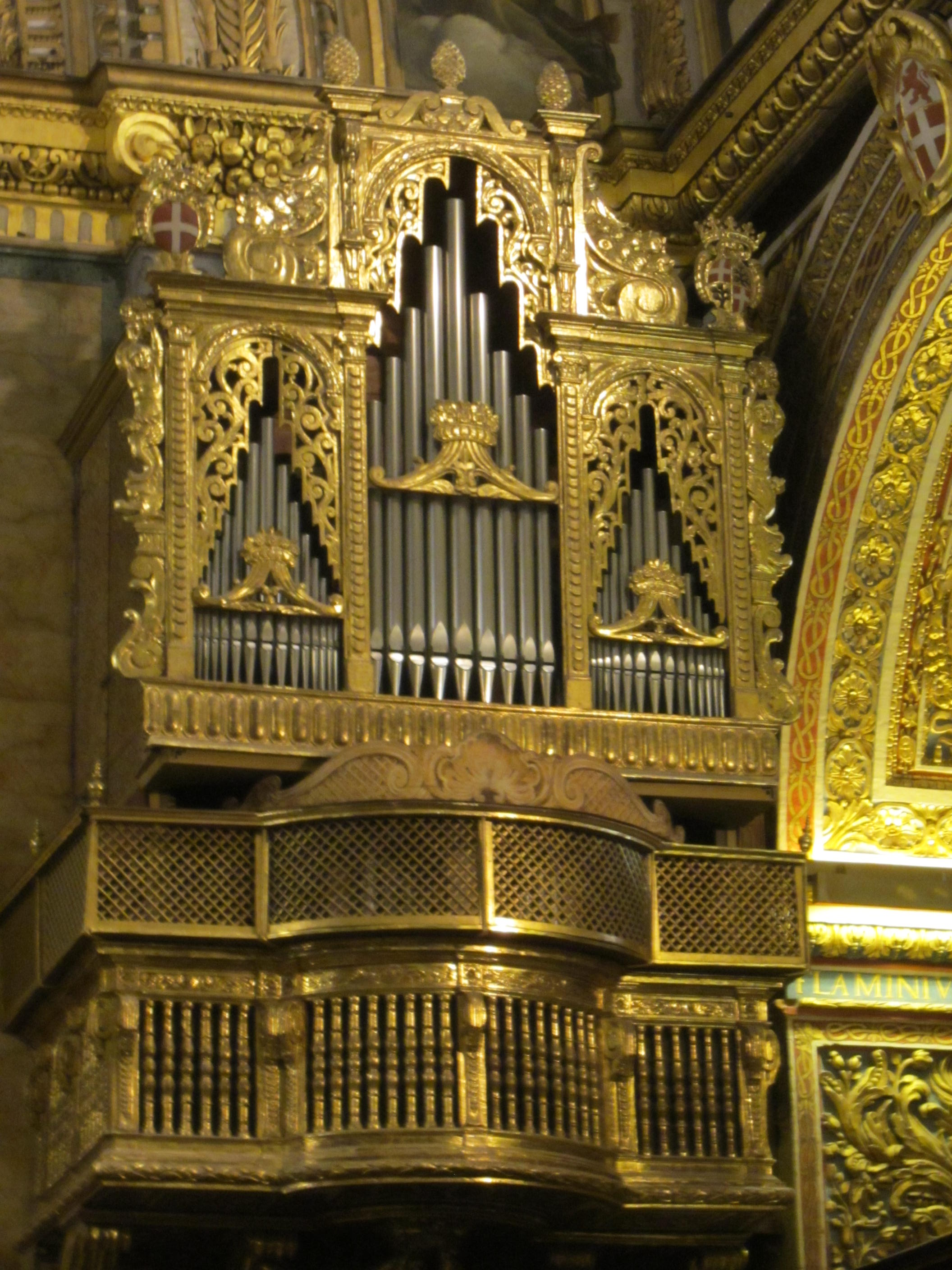
Orgel

Die  Orgel wurde 1960 von der Orgelbaufirma Mascioni erbaut. Das Instrument hat 38 Register auf drei Manualwerken und Pedal. Die Spiel- und Registertrakturen sind elektrisch.
| I Positiv C-c4       |       |
| Principale           | 8′    |
| Unda Maris           | 8′    |
| Bordone              | 8′    |
| Ottava               | 4′    |
| Flauto               | 4′    |
| Decima V             | 2′    |
| Flauto in XIX        | 1 ⁄3′ |
| Cornetto Soprano III |       |
| Cimbalo III          |       |
| Tremolo              |       |

| I Choralwerk C-c4 |       |
| Quintadena        | 8′    |
| Flauto camino     | 4′    |
| Flauto in XV      | 2′    |
| Sesquialtera II   | 2 ⁄3′ |

| II Hauptwerk C-c4 |    |
| Principale        | 8′ |
| Flauto conico     | 8′ |
| Ottava            | 4′ |
| Flauto stoppo     | 4′ |
| Flauto aperto     | 2′ |
| Ripieno Grave IV  |    |
| Ripieno Acuto VI  |    |

| III Schwellwerk C-c4 |       |
| Flauto camino        | 8′    |
| Salicionale          | 8′    |
| Voce celeste         | 8′    |
| Principalino         | 4′    |
| Flauto conico        | 4′    |
| Flauto in XII        | 2 ⁄3′ |
| Ottavino             | 2′    |
| Tertian II           |       |
| Ripieno V            |       |
| Tromba Armonica      | 8′    |
| Oboe                 | 8′    |
| Tremolo              |       |

| Pedale C-g1   |     |
| Contrabbasso  | 16′ |
| Bordone       | 16′ |
| Flauto conico | 8′  |
| Flauto stoppo | 4′  |
| Flauto aperto | 2′  |
| Bombarda      | 16′ |
| Tromba        | 8′  |